# Jan Kowalczyk (archeolog)
Jan Kowalczyk (ur. 23 października 1918 w Nowej Wsi, zm. 25 stycznia 2007 w Lublinie) – polski archeolog, nauczyciel akademicki, docent doktor habilitowany.

## Życiorys
W 1937 ukończył Gimnazjum im. Jana Zamoyskiego w Lublinie, w latach 1944-1948 studiował na Wydziale Humanistycznym Katolickiego Uniwersytetu Lubelskiego. Już od 1946 pracował na Uniwersytecie Marii Curie-Skłodowskiej w Lublinie, gdzie pozostał jako asystent po obronie pracy magisterskiej. W 1951 obronił pracę doktorską Obrządek pogrzebowy w młodszej epoce kamienia na ziemiach Polski napisaną pod kierunkiem Stefana Noska. W latach 1951–1952 był kierownikiem Działu Archeologii w Muzeum Lubelskim w Lublinie, w latach 1952-1953 uczestniczył w badaniach Komisji nad Grodami Czerwieńskimi w Gródku. W latach 1953–1955 kierował Katedrą Archeologii Polski i Powszechnej UMCS, jednak został zwolniony z przyczyn politycznych. Od 1955 był pracownikiem Państwowego Muzeum Archeologicznego w Warszawie, gdzie m.in. kierował Działem Neolitu, a w 1971 został wicedyrektorem ds. naukowych. W 1969 habilitował się na Uniwersytecie Warszawskim na podstawie pracy Początki neolitu na ziemiach polskich. Od 1972 do emerytury w 1978 był pracownikiem Instytutu Historii Kultury Materialnej PAN, gdzie kierował Zakładem Epoki Kamienia. Równocześnie od 1975 prowadził wykłady na UMCS, a w 1983 podjął pracę jako docent w Katedrze Archeologii UMCS
W swoich badaniach zajmował się epoką neolitu, specjalizował się w zagadnieniach kultury pucharów lejkowatych.
W 1979 został odznaczony Złotym Złotym Krzyżem Zasługi.

## Wybrane publikacje
- Ochrona zabytków najdawniejszych przeszłości, Lublin: Muzeum Lubelskie 1955.
- Zmierzch epoki kamienia, Wrocław: Zakład Narodowy im. Ossolińskich. Wydawnictwo PAN 1971.
- Prahistoria ziem polskich, t. 3: Wczesna epoka brązu, pod red. Aleksandra Gardawskiego i Jana Kowalczyka, Wrocław: Zakład Narodowy im. Ossolińskich 1978.